# Métro de Jaipur
Le métro de Jaipur (hindi:जयपुर मेट्रो) est un réseau de transport en commun en construction dans la ville de Jaipur en Inde. La première phase du réseau la Pink line a été inaugurée le 3 juin 2015 par le premier ministre du Rajasthan.

## Réseau actuel

### Aperçu général

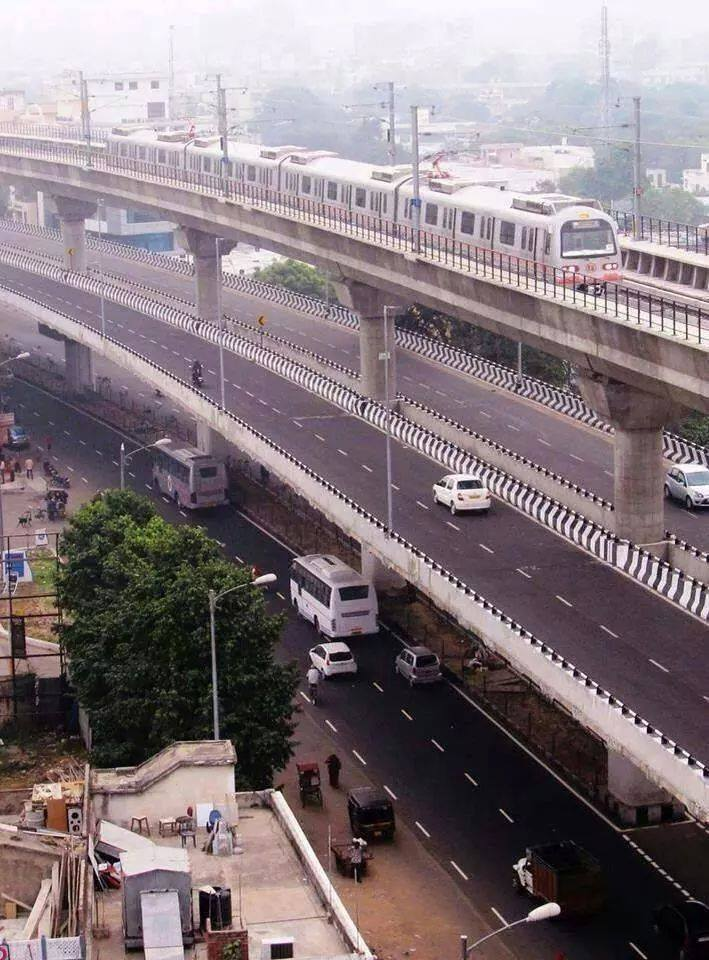
Le double viaduc superposé du métro de Jaïpur.

La Pink line présente sur plus de deux kilomètres à savoir le tronçon qui va de Ram Nagar à l'approche de Railway station a la particularité peu commune d'être à double étage surélevé. En effet le viaduc ferroviaire où circule le métro est intercalé au centre d'un viaduc routier à deux branches.

### Matériel roulant
En décembre 2011, l'entreprise BEML remporte le marché de 3,18 milliards de roupies pour fournir 10 rames de quatre caisses pour la phase I. Il est prévu par la suite de porter ces rames à six caisses lorsque le trafic le justifiera.